# Fukushima, récit d'un désastre

Fukushima, récit d'un désastre est un livre de Michaël Ferrier publié en 2012 aux Éditions Gallimard. Le livre relate la triple catastrophe survenue au Japon le 11 mars 2011 (séisme de 2011 de la côte Pacifique du Tōhoku, tsunami qui s'ensuivit et accident nucléaire de Fukushima) et ses conséquences.
Sélectionné pour le Prix Femina, le Prix Renaudot de l'essai, le Grand prix des lectrices de Elle et le Prix Décembre, inscrit sur la liste de printemps de l'Académie Goncourt, le livre a finalement remporté le prix Édouard-Glissant.

## Composition du livre
L'ouvrage est divisé en trois parties, qui correspondent aux trois temps de la catastrophe. Dans la première partie, « Le Manche de l'éventail », l'auteur raconte le séisme du 11 mars 2011  : « l'auteur nous fait revivre comme en direct, en mettant le son ».
Dans la deuxième partie du livre, l'auteur relate son périple vers le Nord du pays, en camionnette, pour porter secours aux réfugiés et se porter à l'écoute de leur parole. Si cette deuxième partie s'intitule « Récits sauvés des eaux », c'est qu'elle se fonde, autant que sur le voyage de l'auteur, sur les nombreux témoignages de survivants et de réfugiés qu'il a pu rencontrer. Mais l'auteur livre du même coup une description de la zone interdite de Fukushima : « De la même façon que Dante s'enfonce vers le fond de l'Enfer, c'est vers Fukushima que Michaël Ferrier se dirige, après avoir quitté Tokyo, parcouru le littoral dévasté, pour approcher au plus près de la zone interdite ».

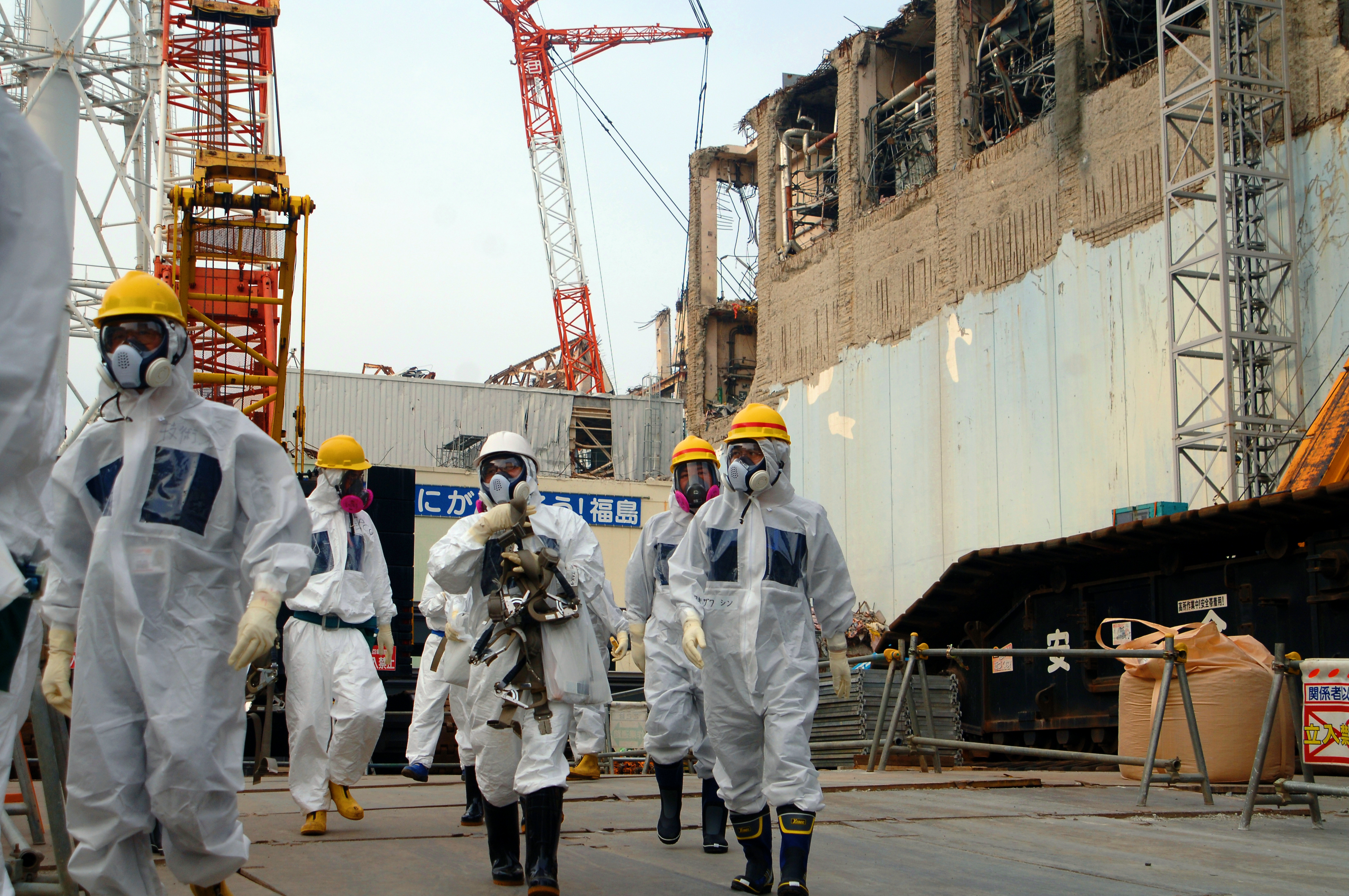
Des experts de l'Agence internationale de l'énergie atomique à Fukushima en 2013.

Enfin la troisième partie, « La demi-vie mode d'emploi », relate le retour à Tokyo et la vie aujourd'hui dans un environnement qui connaît la menace nucléaire. Elle constitue à la fois une description et une analyse de la vie dans les territoires nucléarisés : l'auteur explique les conditions de vie dans la région contaminée mais aussi dans les régions sous la menace nucléaire, comme Tokyo. Pour expliquer la situation, il élabore la notion de « demi-vie », qui a depuis été reprise par plusieurs écrivains, historiens, politologues ou sociologues, en France comme au Japon, : « Contrairement à ce qu’on a pu lire ou entendre ici ou là, Fukushima n’est pas une apocalypse. Ce n’est pas un accident total (encore que celui-ci soit toujours possible). Mais d’une certaine manière, le pire a déjà eu lieu, il est là, tout autour de nous. C’est une catastrophe en gargouillis, non en apothéose. Une sorte de dégringolade quotidienne, systématique. Ce n’est pas une extermination violente, c’est un état létal – et désormais de plus en plus légal. Par petites doses, une sorte d’homéopathie à l’envers, une forme dévitalisée de la vie. »

## Débats et réception publique
Dès sa sortie, Daniel Cohn-Bendit évoque « le très beau livre de Michaël Ferrier qui illustre bien l'impuissance de nos sociétés développées devant ce type de situation et le silence administré par les autorités. ».
Fukushima, récit d'un désastre donne ensuite lieu à plusieurs débats, rencontres et lectures publiques, en France et à l'étranger, dont ceux de Jean-Luc Nancy ou Yoko Tawada.
Depuis sa parution, de nombreux articles universitaires, sociologiques, littéraires ou philosophiques (voir références bibliographiques), débattent à partir du livre, sur « l’efficacité de l’écriture », la fonction du témoignage, les rapports entre la littérature et le désastre ou, plus généralement, du rôle politique et esthétique de l’art vis-à-vis de la catastrophe.
Le livre fait aussi l’objet, au sein de l’œuvre de Ferrier, de plusieurs colloques universitaires internationaux, au Japon, en Angleterre (Birkbeck, Université de Londres) et aux Etats-Unis,.

## Adaptations théâtrales et musicales
Après une première mise en scène de Yoshi Oida au Théâtre de Lenche de Marseille (2013), puis à la Maison de la Culture du Japon à Paris (2015), où il était associé aux Notes de Hiroshima de Kenzaburō Ōe, il a parfois été mis en regard avec La Supplication, le livre de Svetlana Alexievitch sur la catastrophe de Tchernobyl, notamment par Fabien Marquet et la Compagnie Le Quintet Plus, dans On ne prévient pas les grenouilles quand on assèche les marais, prix Tournesol en 2014 au Festival d’Avignon.
En 2016, il est à nouveau présenté au Festival d'Avignon, sous le titre Fukushima, terre des cerisiers. Mis en scène par Brigitte Mounier et la Compagnie des Mers du Nord (chorégraphie : Antonia Vitti-Nakata), le spectacle reçoit à nouveau le prix Tournesol.
Il est également présent aux « Universités populaires du théâtre », pensées dans le cadre de l’Université populaire de Caen par le philosophe Michel Onfray et le metteur en scène bruxellois Jean-Claude Idée, par la Compagnie Coécie dans Réplique (à St Etienne et à Paris en 2016).
Des spectacles musicaux en sont également tirés, par la Compagnie le Grand Balan de Yasmina Ho-You-Fat à la Maison de la Culture du Japon à Paris (2021) , ou dans l’oratorio électronique intitulé Fukushima de Marc Chalosse (2022-2023), présenté sur la scène nationale de l’Hexagone (théâtre).

## Autres textes de Michaël Ferrier sur Fukushima
- « Fukushima : la cicatrice impossible » (sur la reconstruction du paysage après Fukushima), Cahiers de l'Ecole de Blois, N°11, "Les cicatrices du paysage", Ed. de la Villette, juin 2013, p. 72-79.
- « Fukushima ou la traversée du temps : une catastrophe sans fin », Esprit, N°405, "Apocalypse, l'avenir impensable", juin 2014, p. 33-45.
- « Avec Fukushima », L'Infini, N°130, Gallimard, 2015, p. 64-79.
- « De la catastrophe considérée comme un des Beaux-Arts », Communications, N°96, "Vivre la catastrophe", Le Seuil, 2015, p. 119-152.
- « Visualiser l'impossible : l'art de Fukushima », art press, N°423, juin 2015, p. 62-66.
- Penser avec Fukushima (sous la direction de C. Doumet et M. Ferrier), Nantes, Editions nouvelles Cécile Defaut, 2016  (ISBN 9782350183800)

Textes cinématographiques
- Le monde après Fukushima, réal. Kenichi Watanabe, texte de Michaël Ferrier, coproduction Arte France/Kami Productions  (France, 2012, 77 min). Prix « Lucien Kimitété » (film le plus émouvant) du Festival international du film insulaire de Groix 2013.
- Terres nucléaires, une histoire du plutonium, réal. Kenichi Watanabe, texte de Michaël Ferrier, coproduction Arte France/Seconde Vague Productions/Kami Productions (France, 2015, 83 min).
- Notre ami l'atome, réal. Kenichi Watanabe, commentaire écrit par Michaël Ferrier, coproduction Arte France/Radio Télévision Suisse/Kami Productions (France, 2019, 55 min). Prix du meilleur film documentaire, International Uranium Film Festival de Rio, Brésil, 2022.

Les textes des trois films ont été publiés en 2021 sous le titre Notre ami l'atome par Gallimard.

## Éditions
Fukushima, récit d'un désastre, éditions Gallimard, 2012  (ISBN 2070771970).
Réédition Folio Gallimard, 2013, n°5549.